# Chiesa di San Pietro (Barzana)
La chiesa di San Pietro conosciuta come San Pietro in Vincula è un luogo di culto cattolico, di Barzana. L'edificio, il più antico del territorio è stato edificato su un antico luogo pagano.

## Storia
La chiesa di San Pietro è la più antica della valle Imagna, edificata sopra un edificio sepolcrale d'origine barbarica, e inserita in un atto nell'867. La sua fondazione si vorrebbe datata al 25 marzo 848, secondo uno studio astronomico. La sua citazione è la più antica e testimonia la presenza dell'antica località di Barzanica. L'edificio è posto in prossimità della frazione di Arzenate, in aperta campagna, lontana da ogni centro urbano, tra i torrenti Lesina e Borgogna, ma accessibile da strade campestri. La sua posizione ne conferma l'antica destinazione funeraria. La parte era stata abitata anche in epoca romana come testimoniano alcuni reperti. La sua intitolazione al primo santo della religione cristiana, Pietro fuori le mura, venerato dai Longobardi a cui dedicarono molte chiese è un'ulteriore indicazione della sua antica storia.
Il primo documento dell'867 cita l'edificio di pertinenza del vescovato di Bergamo, un ulteriore del 1177 cita il chierico che doveva celebrare le funzioni liturgiche. Fu poi inserita nel 1360 da Bernabò Visconti nel “nota ecclesiarum”, elenco che doveva definire i benefici titolari e i censi da versare alla chiesa di Roma e alla famiglia Visconti da parte di tutte le istituzioni religione della bergamasca. La chiesa di San Pietro risulta che avesse due benefici.
L'edificio fu oggetto di ricostruzione del XIII secolo in stile romanico, e risulta che fosse luogo di sepoltura per gli abitanti di Brembate di Sopra. Nel 1445 è citato un monastero aggregato alla chiesa, però la sua indicazione non è più presente dopo il XVI secolo.
Nel Cinquecento la chiesa fu abbandonata, e in poco tempo gravemente danneggiata, fu il vescovo di Bergamo nel 1566 Federico Corner a ordinare il rifacimento della copertura e la chiusura dell'ingresso per evitare che diventasse rifugio di animali selvatici.
Nel Seicento, in prossimità della chiesa, furono sepolti i morti della peste del 1630, diventando così luogo devozionale, e ancora nei primi decenni del Novecento vi si celebravano messe per i defunti. 
Nel 1778 fu visitata dal vescovo Giovanni Paolo Dolfin e la relazione dell'allora parroco di Barzana la indicò come l'oratorio di San Pietro in Vinculis. Interventi di restauro furono eseguiti nel XIX secolo ma nei primi anni del Novecento fu nuovamente abbandonata, diventando locale di deposito di attrezzi agricoli, come risulta dalla visita pastorale del 1906 del vescovo Giacomo Radini-Tedeschi. Solo nel 1974 grazie all'interessamento di alcuni barzanesi, Antonio Valsecchi e Mario Testa, e dei sacerdoti don Angelo Algisi, don Angelo Rota, riprese l'interesse per il recupero del tempio con la sistemazione anche della parte esterna con la paviamentazione del nuovo sagrato.

## Descrizione
L'edificio di culto di piccole dimensioni dal tradizionale orientamento liturgico, è anticipato da un camminamento in pietra. La facciata è in pietra. L'ingresso principale ha paraste e architrave in pietra ed è affiancato da due finestre con contorno sempre in pietra complete di inferriate. La facciata a capanna, che presenta ben visibili i rifacimenti seicenteschi, termina con le due falde del tetto a spioventi lignei aggettanti, a protezione sia della facciata sia dei fedeli. La parete rivolta a sud conserva tracce di un'antica apertura poi tamponata.
L'interno a unica navata con pareti intonacate spoglie di decori, ospita due finestre sul lato a sud e l'ingresso laterale. La zona presbiteriale è anticipata dall'arco trionfale semicircolare e di larghezza inferiore rispetto alla navata. Il presbiterio ha la volta a botte e terminacon il coro absidato.